# Благодатное (Змиёвский район)
Благода́тное (укр. Благодатне) — посёлок,
Комсомольский поселковый совет,
Змиёвский район,
Харьковская область, Украина.
Код КОАТУУ — 6321755601. Население по переписи 2001 года составляет 593 (273/320 м/ж) человека.

## Географическое положение
Посёлок Благодатное находится в 12-и км от пгт Слобожанское, в 8-и км от села Донец.
В 4-х км от села находятся курганы Могила-Лесовицкая и Могила Блохина.

## История
К 1932 году на землях хутора Благодатный жили переселенцы из села Малиновка Чугуевского района. Хутор состоял из двух улиц, на которых стояли крестьянские дома и кладовые, в которых жили крестьяне.
Хозяйство в Благодатном было организовано в 1933 году Роганским военным авиационным училищем летчиков на полигонных землях. Пахотных земель было до 1500 га, все остальное целина, на которой косили сено. Население содержало коров, овец, волов, свиней, птиц. С первых дней основания хозяйства велась работа над улучшением пород животных. Были завезены коровы симментальской породы, овцы крупной белой породы «прекос» (тонкорунные).
С 1936 года началось строительство ферм, конторы, клуба, школы, молочного цеха, хлебопекарни, маслобойни. Позже начали строить свинарник и вивчарник. 1937 подсобное хозяйство перешло в Чугуевский военного авиационного училища летчиков (в/ч №77906). Главной задачей подсобного хозяйства было обеспечение курсантов летного училища и военнослужащих авиационного полка свежими овощами, мясом, молочными продуктами.
С 1947 года в селе начала работать начальная школа, в 1968 - в помещении бывшего общежития была открыта восьмилетняя школа.
В 1950 году хозяйство подчинено Киевскому военному округу. Через 10 лет реорганизовано в военный совхоз «Чугуевский», а позже в совхоз «Благодатный».
С 1959 года в совхозе начинается большое строительство ферм, свинарников, зернохранилищ, и животноводческих дворов для молодняка, строится жилье для людей, появляются новые улицы. В 1980-2000 годах совхоз «Благодатный» был одним из лучших военных совхозов.

## Экономика
- Большие молочно-товарная и свинотоварная фермы.
- «Благодатный», совхоз МО Украины.

## Объекты социальной сферы
- Школа І-ІІ ст.
- Спортивная площадка.
- Фельдшерско-акушерский пункт.
- Библиотека.